# Podwójne uderzenie
|   | a | b | c | d | e | f | g | h |   |
| 8 | a8 – Czarna wieża · d7 – Czarny król · b6 – Biały skoczek · b5 – Biały król · g4 – Czarny pionek · f3 – Biała wieża · h3 – Biała wieża | a8 – Czarna wieża · d7 – Czarny król · b6 – Biały skoczek · b5 – Biały król · g4 – Czarny pionek · f3 – Biała wieża · h3 – Biała wieża | a8 – Czarna wieża · d7 – Czarny król · b6 – Biały skoczek · b5 – Biały król · g4 – Czarny pionek · f3 – Biała wieża · h3 – Biała wieża | a8 – Czarna wieża · d7 – Czarny król · b6 – Biały skoczek · b5 – Biały król · g4 – Czarny pionek · f3 – Biała wieża · h3 – Biała wieża | a8 – Czarna wieża · d7 – Czarny król · b6 – Biały skoczek · b5 – Biały król · g4 – Czarny pionek · f3 – Biała wieża · h3 – Biała wieża | a8 – Czarna wieża · d7 – Czarny król · b6 – Biały skoczek · b5 – Biały król · g4 – Czarny pionek · f3 – Biała wieża · h3 – Biała wieża | a8 – Czarna wieża · d7 – Czarny król · b6 – Biały skoczek · b5 – Biały król · g4 – Czarny pionek · f3 – Biała wieża · h3 – Biała wieża | a8 – Czarna wieża · d7 – Czarny król · b6 – Biały skoczek · b5 – Biały król · g4 – Czarny pionek · f3 – Biała wieża · h3 – Biała wieża | 8 |
| 7 | a8 – Czarna wieża · d7 – Czarny król · b6 – Biały skoczek · b5 – Biały król · g4 – Czarny pionek · f3 – Biała wieża · h3 – Biała wieża | a8 – Czarna wieża · d7 – Czarny król · b6 – Biały skoczek · b5 – Biały król · g4 – Czarny pionek · f3 – Biała wieża · h3 – Biała wieża | a8 – Czarna wieża · d7 – Czarny król · b6 – Biały skoczek · b5 – Biały król · g4 – Czarny pionek · f3 – Biała wieża · h3 – Biała wieża | a8 – Czarna wieża · d7 – Czarny król · b6 – Biały skoczek · b5 – Biały król · g4 – Czarny pionek · f3 – Biała wieża · h3 – Biała wieża | a8 – Czarna wieża · d7 – Czarny król · b6 – Biały skoczek · b5 – Biały król · g4 – Czarny pionek · f3 – Biała wieża · h3 – Biała wieża | a8 – Czarna wieża · d7 – Czarny król · b6 – Biały skoczek · b5 – Biały król · g4 – Czarny pionek · f3 – Biała wieża · h3 – Biała wieża | a8 – Czarna wieża · d7 – Czarny król · b6 – Biały skoczek · b5 – Biały król · g4 – Czarny pionek · f3 – Biała wieża · h3 – Biała wieża | a8 – Czarna wieża · d7 – Czarny król · b6 – Biały skoczek · b5 – Biały król · g4 – Czarny pionek · f3 – Biała wieża · h3 – Biała wieża | 7 |
| 6 | a8 – Czarna wieża · d7 – Czarny król · b6 – Biały skoczek · b5 – Biały król · g4 – Czarny pionek · f3 – Biała wieża · h3 – Biała wieża | a8 – Czarna wieża · d7 – Czarny król · b6 – Biały skoczek · b5 – Biały król · g4 – Czarny pionek · f3 – Biała wieża · h3 – Biała wieża | a8 – Czarna wieża · d7 – Czarny król · b6 – Biały skoczek · b5 – Biały król · g4 – Czarny pionek · f3 – Biała wieża · h3 – Biała wieża | a8 – Czarna wieża · d7 – Czarny król · b6 – Biały skoczek · b5 – Biały król · g4 – Czarny pionek · f3 – Biała wieża · h3 – Biała wieża | a8 – Czarna wieża · d7 – Czarny król · b6 – Biały skoczek · b5 – Biały król · g4 – Czarny pionek · f3 – Biała wieża · h3 – Biała wieża | a8 – Czarna wieża · d7 – Czarny król · b6 – Biały skoczek · b5 – Biały król · g4 – Czarny pionek · f3 – Biała wieża · h3 – Biała wieża | a8 – Czarna wieża · d7 – Czarny król · b6 – Biały skoczek · b5 – Biały król · g4 – Czarny pionek · f3 – Biała wieża · h3 – Biała wieża | a8 – Czarna wieża · d7 – Czarny król · b6 – Biały skoczek · b5 – Biały król · g4 – Czarny pionek · f3 – Biała wieża · h3 – Biała wieża | 6 |
| 5 | a8 – Czarna wieża · d7 – Czarny król · b6 – Biały skoczek · b5 – Biały król · g4 – Czarny pionek · f3 – Biała wieża · h3 – Biała wieża | a8 – Czarna wieża · d7 – Czarny król · b6 – Biały skoczek · b5 – Biały król · g4 – Czarny pionek · f3 – Biała wieża · h3 – Biała wieża | a8 – Czarna wieża · d7 – Czarny król · b6 – Biały skoczek · b5 – Biały król · g4 – Czarny pionek · f3 – Biała wieża · h3 – Biała wieża | a8 – Czarna wieża · d7 – Czarny król · b6 – Biały skoczek · b5 – Biały król · g4 – Czarny pionek · f3 – Biała wieża · h3 – Biała wieża | a8 – Czarna wieża · d7 – Czarny król · b6 – Biały skoczek · b5 – Biały król · g4 – Czarny pionek · f3 – Biała wieża · h3 – Biała wieża | a8 – Czarna wieża · d7 – Czarny król · b6 – Biały skoczek · b5 – Biały król · g4 – Czarny pionek · f3 – Biała wieża · h3 – Biała wieża | a8 – Czarna wieża · d7 – Czarny król · b6 – Biały skoczek · b5 – Biały król · g4 – Czarny pionek · f3 – Biała wieża · h3 – Biała wieża | a8 – Czarna wieża · d7 – Czarny król · b6 – Biały skoczek · b5 – Biały król · g4 – Czarny pionek · f3 – Biała wieża · h3 – Biała wieża | 5 |
| 4 | a8 – Czarna wieża · d7 – Czarny król · b6 – Biały skoczek · b5 – Biały król · g4 – Czarny pionek · f3 – Biała wieża · h3 – Biała wieża | a8 – Czarna wieża · d7 – Czarny król · b6 – Biały skoczek · b5 – Biały król · g4 – Czarny pionek · f3 – Biała wieża · h3 – Biała wieża | a8 – Czarna wieża · d7 – Czarny król · b6 – Biały skoczek · b5 – Biały król · g4 – Czarny pionek · f3 – Biała wieża · h3 – Biała wieża | a8 – Czarna wieża · d7 – Czarny król · b6 – Biały skoczek · b5 – Biały król · g4 – Czarny pionek · f3 – Biała wieża · h3 – Biała wieża | a8 – Czarna wieża · d7 – Czarny król · b6 – Biały skoczek · b5 – Biały król · g4 – Czarny pionek · f3 – Biała wieża · h3 – Biała wieża | a8 – Czarna wieża · d7 – Czarny król · b6 – Biały skoczek · b5 – Biały król · g4 – Czarny pionek · f3 – Biała wieża · h3 – Biała wieża | a8 – Czarna wieża · d7 – Czarny król · b6 – Biały skoczek · b5 – Biały król · g4 – Czarny pionek · f3 – Biała wieża · h3 – Biała wieża | a8 – Czarna wieża · d7 – Czarny król · b6 – Biały skoczek · b5 – Biały król · g4 – Czarny pionek · f3 – Biała wieża · h3 – Biała wieża | 4 |
| 3 | a8 – Czarna wieża · d7 – Czarny król · b6 – Biały skoczek · b5 – Biały król · g4 – Czarny pionek · f3 – Biała wieża · h3 – Biała wieża | a8 – Czarna wieża · d7 – Czarny król · b6 – Biały skoczek · b5 – Biały król · g4 – Czarny pionek · f3 – Biała wieża · h3 – Biała wieża | a8 – Czarna wieża · d7 – Czarny król · b6 – Biały skoczek · b5 – Biały król · g4 – Czarny pionek · f3 – Biała wieża · h3 – Biała wieża | a8 – Czarna wieża · d7 – Czarny król · b6 – Biały skoczek · b5 – Biały król · g4 – Czarny pionek · f3 – Biała wieża · h3 – Biała wieża | a8 – Czarna wieża · d7 – Czarny król · b6 – Biały skoczek · b5 – Biały król · g4 – Czarny pionek · f3 – Biała wieża · h3 – Biała wieża | a8 – Czarna wieża · d7 – Czarny król · b6 – Biały skoczek · b5 – Biały król · g4 – Czarny pionek · f3 – Biała wieża · h3 – Biała wieża | a8 – Czarna wieża · d7 – Czarny król · b6 – Biały skoczek · b5 – Biały król · g4 – Czarny pionek · f3 – Biała wieża · h3 – Biała wieża | a8 – Czarna wieża · d7 – Czarny król · b6 – Biały skoczek · b5 – Biały król · g4 – Czarny pionek · f3 – Biała wieża · h3 – Biała wieża | 3 |
| 2 | a8 – Czarna wieża · d7 – Czarny król · b6 – Biały skoczek · b5 – Biały król · g4 – Czarny pionek · f3 – Biała wieża · h3 – Biała wieża | a8 – Czarna wieża · d7 – Czarny król · b6 – Biały skoczek · b5 – Biały król · g4 – Czarny pionek · f3 – Biała wieża · h3 – Biała wieża | a8 – Czarna wieża · d7 – Czarny król · b6 – Biały skoczek · b5 – Biały król · g4 – Czarny pionek · f3 – Biała wieża · h3 – Biała wieża | a8 – Czarna wieża · d7 – Czarny król · b6 – Biały skoczek · b5 – Biały król · g4 – Czarny pionek · f3 – Biała wieża · h3 – Biała wieża | a8 – Czarna wieża · d7 – Czarny król · b6 – Biały skoczek · b5 – Biały król · g4 – Czarny pionek · f3 – Biała wieża · h3 – Biała wieża | a8 – Czarna wieża · d7 – Czarny król · b6 – Biały skoczek · b5 – Biały król · g4 – Czarny pionek · f3 – Biała wieża · h3 – Biała wieża | a8 – Czarna wieża · d7 – Czarny król · b6 – Biały skoczek · b5 – Biały król · g4 – Czarny pionek · f3 – Biała wieża · h3 – Biała wieża | a8 – Czarna wieża · d7 – Czarny król · b6 – Biały skoczek · b5 – Biały król · g4 – Czarny pionek · f3 – Biała wieża · h3 – Biała wieża | 2 |
| 1 | a8 – Czarna wieża · d7 – Czarny król · b6 – Biały skoczek · b5 – Biały król · g4 – Czarny pionek · f3 – Biała wieża · h3 – Biała wieża | a8 – Czarna wieża · d7 – Czarny król · b6 – Biały skoczek · b5 – Biały król · g4 – Czarny pionek · f3 – Biała wieża · h3 – Biała wieża | a8 – Czarna wieża · d7 – Czarny król · b6 – Biały skoczek · b5 – Biały król · g4 – Czarny pionek · f3 – Biała wieża · h3 – Biała wieża | a8 – Czarna wieża · d7 – Czarny król · b6 – Biały skoczek · b5 – Biały król · g4 – Czarny pionek · f3 – Biała wieża · h3 – Biała wieża | a8 – Czarna wieża · d7 – Czarny król · b6 – Biały skoczek · b5 – Biały król · g4 – Czarny pionek · f3 – Biała wieża · h3 – Biała wieża | a8 – Czarna wieża · d7 – Czarny król · b6 – Biały skoczek · b5 – Biały król · g4 – Czarny pionek · f3 – Biała wieża · h3 – Biała wieża | a8 – Czarna wieża · d7 – Czarny król · b6 – Biały skoczek · b5 – Biały król · g4 – Czarny pionek · f3 – Biała wieża · h3 – Biała wieża | a8 – Czarna wieża · d7 – Czarny król · b6 – Biały skoczek · b5 – Biały król · g4 – Czarny pionek · f3 – Biała wieża · h3 – Biała wieża | 1 |
|   | a | b | c | d | e | f | g | h |   |

|   | a | b | c | d | e | f | g | h |   |
| 8 | d8 – Czarna wieża · g8 – Czarny król · c7 – Czarny pionek · e7 – Czarna wieża · g7 – Czarny pionek · h7 – Czarny pionek · a6 – Czarny pionek · b6 – Czarny pionek · e5 – Biały skoczek · g5 – Biały pionek · d4 – Biały pionek · c3 – Biały pionek · h3 – Biały pionek · a2 – Biały pionek · b2 – Biały pionek · c2 – Biały hetman · f2 – Biały pionek · g2 – Biały pionek · g1 – Biały król | d8 – Czarna wieża · g8 – Czarny król · c7 – Czarny pionek · e7 – Czarna wieża · g7 – Czarny pionek · h7 – Czarny pionek · a6 – Czarny pionek · b6 – Czarny pionek · e5 – Biały skoczek · g5 – Biały pionek · d4 – Biały pionek · c3 – Biały pionek · h3 – Biały pionek · a2 – Biały pionek · b2 – Biały pionek · c2 – Biały hetman · f2 – Biały pionek · g2 – Biały pionek · g1 – Biały król | d8 – Czarna wieża · g8 – Czarny król · c7 – Czarny pionek · e7 – Czarna wieża · g7 – Czarny pionek · h7 – Czarny pionek · a6 – Czarny pionek · b6 – Czarny pionek · e5 – Biały skoczek · g5 – Biały pionek · d4 – Biały pionek · c3 – Biały pionek · h3 – Biały pionek · a2 – Biały pionek · b2 – Biały pionek · c2 – Biały hetman · f2 – Biały pionek · g2 – Biały pionek · g1 – Biały król | d8 – Czarna wieża · g8 – Czarny król · c7 – Czarny pionek · e7 – Czarna wieża · g7 – Czarny pionek · h7 – Czarny pionek · a6 – Czarny pionek · b6 – Czarny pionek · e5 – Biały skoczek · g5 – Biały pionek · d4 – Biały pionek · c3 – Biały pionek · h3 – Biały pionek · a2 – Biały pionek · b2 – Biały pionek · c2 – Biały hetman · f2 – Biały pionek · g2 – Biały pionek · g1 – Biały król | d8 – Czarna wieża · g8 – Czarny król · c7 – Czarny pionek · e7 – Czarna wieża · g7 – Czarny pionek · h7 – Czarny pionek · a6 – Czarny pionek · b6 – Czarny pionek · e5 – Biały skoczek · g5 – Biały pionek · d4 – Biały pionek · c3 – Biały pionek · h3 – Biały pionek · a2 – Biały pionek · b2 – Biały pionek · c2 – Biały hetman · f2 – Biały pionek · g2 – Biały pionek · g1 – Biały król | d8 – Czarna wieża · g8 – Czarny król · c7 – Czarny pionek · e7 – Czarna wieża · g7 – Czarny pionek · h7 – Czarny pionek · a6 – Czarny pionek · b6 – Czarny pionek · e5 – Biały skoczek · g5 – Biały pionek · d4 – Biały pionek · c3 – Biały pionek · h3 – Biały pionek · a2 – Biały pionek · b2 – Biały pionek · c2 – Biały hetman · f2 – Biały pionek · g2 – Biały pionek · g1 – Biały król | d8 – Czarna wieża · g8 – Czarny król · c7 – Czarny pionek · e7 – Czarna wieża · g7 – Czarny pionek · h7 – Czarny pionek · a6 – Czarny pionek · b6 – Czarny pionek · e5 – Biały skoczek · g5 – Biały pionek · d4 – Biały pionek · c3 – Biały pionek · h3 – Biały pionek · a2 – Biały pionek · b2 – Biały pionek · c2 – Biały hetman · f2 – Biały pionek · g2 – Biały pionek · g1 – Biały król | d8 – Czarna wieża · g8 – Czarny król · c7 – Czarny pionek · e7 – Czarna wieża · g7 – Czarny pionek · h7 – Czarny pionek · a6 – Czarny pionek · b6 – Czarny pionek · e5 – Biały skoczek · g5 – Biały pionek · d4 – Biały pionek · c3 – Biały pionek · h3 – Biały pionek · a2 – Biały pionek · b2 – Biały pionek · c2 – Biały hetman · f2 – Biały pionek · g2 – Biały pionek · g1 – Biały król | 8 |
| 7 | d8 – Czarna wieża · g8 – Czarny król · c7 – Czarny pionek · e7 – Czarna wieża · g7 – Czarny pionek · h7 – Czarny pionek · a6 – Czarny pionek · b6 – Czarny pionek · e5 – Biały skoczek · g5 – Biały pionek · d4 – Biały pionek · c3 – Biały pionek · h3 – Biały pionek · a2 – Biały pionek · b2 – Biały pionek · c2 – Biały hetman · f2 – Biały pionek · g2 – Biały pionek · g1 – Biały król | d8 – Czarna wieża · g8 – Czarny król · c7 – Czarny pionek · e7 – Czarna wieża · g7 – Czarny pionek · h7 – Czarny pionek · a6 – Czarny pionek · b6 – Czarny pionek · e5 – Biały skoczek · g5 – Biały pionek · d4 – Biały pionek · c3 – Biały pionek · h3 – Biały pionek · a2 – Biały pionek · b2 – Biały pionek · c2 – Biały hetman · f2 – Biały pionek · g2 – Biały pionek · g1 – Biały król | d8 – Czarna wieża · g8 – Czarny król · c7 – Czarny pionek · e7 – Czarna wieża · g7 – Czarny pionek · h7 – Czarny pionek · a6 – Czarny pionek · b6 – Czarny pionek · e5 – Biały skoczek · g5 – Biały pionek · d4 – Biały pionek · c3 – Biały pionek · h3 – Biały pionek · a2 – Biały pionek · b2 – Biały pionek · c2 – Biały hetman · f2 – Biały pionek · g2 – Biały pionek · g1 – Biały król | d8 – Czarna wieża · g8 – Czarny król · c7 – Czarny pionek · e7 – Czarna wieża · g7 – Czarny pionek · h7 – Czarny pionek · a6 – Czarny pionek · b6 – Czarny pionek · e5 – Biały skoczek · g5 – Biały pionek · d4 – Biały pionek · c3 – Biały pionek · h3 – Biały pionek · a2 – Biały pionek · b2 – Biały pionek · c2 – Biały hetman · f2 – Biały pionek · g2 – Biały pionek · g1 – Biały król | d8 – Czarna wieża · g8 – Czarny król · c7 – Czarny pionek · e7 – Czarna wieża · g7 – Czarny pionek · h7 – Czarny pionek · a6 – Czarny pionek · b6 – Czarny pionek · e5 – Biały skoczek · g5 – Biały pionek · d4 – Biały pionek · c3 – Biały pionek · h3 – Biały pionek · a2 – Biały pionek · b2 – Biały pionek · c2 – Biały hetman · f2 – Biały pionek · g2 – Biały pionek · g1 – Biały król | d8 – Czarna wieża · g8 – Czarny król · c7 – Czarny pionek · e7 – Czarna wieża · g7 – Czarny pionek · h7 – Czarny pionek · a6 – Czarny pionek · b6 – Czarny pionek · e5 – Biały skoczek · g5 – Biały pionek · d4 – Biały pionek · c3 – Biały pionek · h3 – Biały pionek · a2 – Biały pionek · b2 – Biały pionek · c2 – Biały hetman · f2 – Biały pionek · g2 – Biały pionek · g1 – Biały król | d8 – Czarna wieża · g8 – Czarny król · c7 – Czarny pionek · e7 – Czarna wieża · g7 – Czarny pionek · h7 – Czarny pionek · a6 – Czarny pionek · b6 – Czarny pionek · e5 – Biały skoczek · g5 – Biały pionek · d4 – Biały pionek · c3 – Biały pionek · h3 – Biały pionek · a2 – Biały pionek · b2 – Biały pionek · c2 – Biały hetman · f2 – Biały pionek · g2 – Biały pionek · g1 – Biały król | d8 – Czarna wieża · g8 – Czarny król · c7 – Czarny pionek · e7 – Czarna wieża · g7 – Czarny pionek · h7 – Czarny pionek · a6 – Czarny pionek · b6 – Czarny pionek · e5 – Biały skoczek · g5 – Biały pionek · d4 – Biały pionek · c3 – Biały pionek · h3 – Biały pionek · a2 – Biały pionek · b2 – Biały pionek · c2 – Biały hetman · f2 – Biały pionek · g2 – Biały pionek · g1 – Biały król | 7 |
| 6 | d8 – Czarna wieża · g8 – Czarny król · c7 – Czarny pionek · e7 – Czarna wieża · g7 – Czarny pionek · h7 – Czarny pionek · a6 – Czarny pionek · b6 – Czarny pionek · e5 – Biały skoczek · g5 – Biały pionek · d4 – Biały pionek · c3 – Biały pionek · h3 – Biały pionek · a2 – Biały pionek · b2 – Biały pionek · c2 – Biały hetman · f2 – Biały pionek · g2 – Biały pionek · g1 – Biały król | d8 – Czarna wieża · g8 – Czarny król · c7 – Czarny pionek · e7 – Czarna wieża · g7 – Czarny pionek · h7 – Czarny pionek · a6 – Czarny pionek · b6 – Czarny pionek · e5 – Biały skoczek · g5 – Biały pionek · d4 – Biały pionek · c3 – Biały pionek · h3 – Biały pionek · a2 – Biały pionek · b2 – Biały pionek · c2 – Biały hetman · f2 – Biały pionek · g2 – Biały pionek · g1 – Biały król | d8 – Czarna wieża · g8 – Czarny król · c7 – Czarny pionek · e7 – Czarna wieża · g7 – Czarny pionek · h7 – Czarny pionek · a6 – Czarny pionek · b6 – Czarny pionek · e5 – Biały skoczek · g5 – Biały pionek · d4 – Biały pionek · c3 – Biały pionek · h3 – Biały pionek · a2 – Biały pionek · b2 – Biały pionek · c2 – Biały hetman · f2 – Biały pionek · g2 – Biały pionek · g1 – Biały król | d8 – Czarna wieża · g8 – Czarny król · c7 – Czarny pionek · e7 – Czarna wieża · g7 – Czarny pionek · h7 – Czarny pionek · a6 – Czarny pionek · b6 – Czarny pionek · e5 – Biały skoczek · g5 – Biały pionek · d4 – Biały pionek · c3 – Biały pionek · h3 – Biały pionek · a2 – Biały pionek · b2 – Biały pionek · c2 – Biały hetman · f2 – Biały pionek · g2 – Biały pionek · g1 – Biały król | d8 – Czarna wieża · g8 – Czarny król · c7 – Czarny pionek · e7 – Czarna wieża · g7 – Czarny pionek · h7 – Czarny pionek · a6 – Czarny pionek · b6 – Czarny pionek · e5 – Biały skoczek · g5 – Biały pionek · d4 – Biały pionek · c3 – Biały pionek · h3 – Biały pionek · a2 – Biały pionek · b2 – Biały pionek · c2 – Biały hetman · f2 – Biały pionek · g2 – Biały pionek · g1 – Biały król | d8 – Czarna wieża · g8 – Czarny król · c7 – Czarny pionek · e7 – Czarna wieża · g7 – Czarny pionek · h7 – Czarny pionek · a6 – Czarny pionek · b6 – Czarny pionek · e5 – Biały skoczek · g5 – Biały pionek · d4 – Biały pionek · c3 – Biały pionek · h3 – Biały pionek · a2 – Biały pionek · b2 – Biały pionek · c2 – Biały hetman · f2 – Biały pionek · g2 – Biały pionek · g1 – Biały król | d8 – Czarna wieża · g8 – Czarny król · c7 – Czarny pionek · e7 – Czarna wieża · g7 – Czarny pionek · h7 – Czarny pionek · a6 – Czarny pionek · b6 – Czarny pionek · e5 – Biały skoczek · g5 – Biały pionek · d4 – Biały pionek · c3 – Biały pionek · h3 – Biały pionek · a2 – Biały pionek · b2 – Biały pionek · c2 – Biały hetman · f2 – Biały pionek · g2 – Biały pionek · g1 – Biały król | d8 – Czarna wieża · g8 – Czarny król · c7 – Czarny pionek · e7 – Czarna wieża · g7 – Czarny pionek · h7 – Czarny pionek · a6 – Czarny pionek · b6 – Czarny pionek · e5 – Biały skoczek · g5 – Biały pionek · d4 – Biały pionek · c3 – Biały pionek · h3 – Biały pionek · a2 – Biały pionek · b2 – Biały pionek · c2 – Biały hetman · f2 – Biały pionek · g2 – Biały pionek · g1 – Biały król | 6 |
| 5 | d8 – Czarna wieża · g8 – Czarny król · c7 – Czarny pionek · e7 – Czarna wieża · g7 – Czarny pionek · h7 – Czarny pionek · a6 – Czarny pionek · b6 – Czarny pionek · e5 – Biały skoczek · g5 – Biały pionek · d4 – Biały pionek · c3 – Biały pionek · h3 – Biały pionek · a2 – Biały pionek · b2 – Biały pionek · c2 – Biały hetman · f2 – Biały pionek · g2 – Biały pionek · g1 – Biały król | d8 – Czarna wieża · g8 – Czarny król · c7 – Czarny pionek · e7 – Czarna wieża · g7 – Czarny pionek · h7 – Czarny pionek · a6 – Czarny pionek · b6 – Czarny pionek · e5 – Biały skoczek · g5 – Biały pionek · d4 – Biały pionek · c3 – Biały pionek · h3 – Biały pionek · a2 – Biały pionek · b2 – Biały pionek · c2 – Biały hetman · f2 – Biały pionek · g2 – Biały pionek · g1 – Biały król | d8 – Czarna wieża · g8 – Czarny król · c7 – Czarny pionek · e7 – Czarna wieża · g7 – Czarny pionek · h7 – Czarny pionek · a6 – Czarny pionek · b6 – Czarny pionek · e5 – Biały skoczek · g5 – Biały pionek · d4 – Biały pionek · c3 – Biały pionek · h3 – Biały pionek · a2 – Biały pionek · b2 – Biały pionek · c2 – Biały hetman · f2 – Biały pionek · g2 – Biały pionek · g1 – Biały król | d8 – Czarna wieża · g8 – Czarny król · c7 – Czarny pionek · e7 – Czarna wieża · g7 – Czarny pionek · h7 – Czarny pionek · a6 – Czarny pionek · b6 – Czarny pionek · e5 – Biały skoczek · g5 – Biały pionek · d4 – Biały pionek · c3 – Biały pionek · h3 – Biały pionek · a2 – Biały pionek · b2 – Biały pionek · c2 – Biały hetman · f2 – Biały pionek · g2 – Biały pionek · g1 – Biały król | d8 – Czarna wieża · g8 – Czarny król · c7 – Czarny pionek · e7 – Czarna wieża · g7 – Czarny pionek · h7 – Czarny pionek · a6 – Czarny pionek · b6 – Czarny pionek · e5 – Biały skoczek · g5 – Biały pionek · d4 – Biały pionek · c3 – Biały pionek · h3 – Biały pionek · a2 – Biały pionek · b2 – Biały pionek · c2 – Biały hetman · f2 – Biały pionek · g2 – Biały pionek · g1 – Biały król | d8 – Czarna wieża · g8 – Czarny król · c7 – Czarny pionek · e7 – Czarna wieża · g7 – Czarny pionek · h7 – Czarny pionek · a6 – Czarny pionek · b6 – Czarny pionek · e5 – Biały skoczek · g5 – Biały pionek · d4 – Biały pionek · c3 – Biały pionek · h3 – Biały pionek · a2 – Biały pionek · b2 – Biały pionek · c2 – Biały hetman · f2 – Biały pionek · g2 – Biały pionek · g1 – Biały król | d8 – Czarna wieża · g8 – Czarny król · c7 – Czarny pionek · e7 – Czarna wieża · g7 – Czarny pionek · h7 – Czarny pionek · a6 – Czarny pionek · b6 – Czarny pionek · e5 – Biały skoczek · g5 – Biały pionek · d4 – Biały pionek · c3 – Biały pionek · h3 – Biały pionek · a2 – Biały pionek · b2 – Biały pionek · c2 – Biały hetman · f2 – Biały pionek · g2 – Biały pionek · g1 – Biały król | d8 – Czarna wieża · g8 – Czarny król · c7 – Czarny pionek · e7 – Czarna wieża · g7 – Czarny pionek · h7 – Czarny pionek · a6 – Czarny pionek · b6 – Czarny pionek · e5 – Biały skoczek · g5 – Biały pionek · d4 – Biały pionek · c3 – Biały pionek · h3 – Biały pionek · a2 – Biały pionek · b2 – Biały pionek · c2 – Biały hetman · f2 – Biały pionek · g2 – Biały pionek · g1 – Biały król | 5 |
| 4 | d8 – Czarna wieża · g8 – Czarny król · c7 – Czarny pionek · e7 – Czarna wieża · g7 – Czarny pionek · h7 – Czarny pionek · a6 – Czarny pionek · b6 – Czarny pionek · e5 – Biały skoczek · g5 – Biały pionek · d4 – Biały pionek · c3 – Biały pionek · h3 – Biały pionek · a2 – Biały pionek · b2 – Biały pionek · c2 – Biały hetman · f2 – Biały pionek · g2 – Biały pionek · g1 – Biały król | d8 – Czarna wieża · g8 – Czarny król · c7 – Czarny pionek · e7 – Czarna wieża · g7 – Czarny pionek · h7 – Czarny pionek · a6 – Czarny pionek · b6 – Czarny pionek · e5 – Biały skoczek · g5 – Biały pionek · d4 – Biały pionek · c3 – Biały pionek · h3 – Biały pionek · a2 – Biały pionek · b2 – Biały pionek · c2 – Biały hetman · f2 – Biały pionek · g2 – Biały pionek · g1 – Biały król | d8 – Czarna wieża · g8 – Czarny król · c7 – Czarny pionek · e7 – Czarna wieża · g7 – Czarny pionek · h7 – Czarny pionek · a6 – Czarny pionek · b6 – Czarny pionek · e5 – Biały skoczek · g5 – Biały pionek · d4 – Biały pionek · c3 – Biały pionek · h3 – Biały pionek · a2 – Biały pionek · b2 – Biały pionek · c2 – Biały hetman · f2 – Biały pionek · g2 – Biały pionek · g1 – Biały król | d8 – Czarna wieża · g8 – Czarny król · c7 – Czarny pionek · e7 – Czarna wieża · g7 – Czarny pionek · h7 – Czarny pionek · a6 – Czarny pionek · b6 – Czarny pionek · e5 – Biały skoczek · g5 – Biały pionek · d4 – Biały pionek · c3 – Biały pionek · h3 – Biały pionek · a2 – Biały pionek · b2 – Biały pionek · c2 – Biały hetman · f2 – Biały pionek · g2 – Biały pionek · g1 – Biały król | d8 – Czarna wieża · g8 – Czarny król · c7 – Czarny pionek · e7 – Czarna wieża · g7 – Czarny pionek · h7 – Czarny pionek · a6 – Czarny pionek · b6 – Czarny pionek · e5 – Biały skoczek · g5 – Biały pionek · d4 – Biały pionek · c3 – Biały pionek · h3 – Biały pionek · a2 – Biały pionek · b2 – Biały pionek · c2 – Biały hetman · f2 – Biały pionek · g2 – Biały pionek · g1 – Biały król | d8 – Czarna wieża · g8 – Czarny król · c7 – Czarny pionek · e7 – Czarna wieża · g7 – Czarny pionek · h7 – Czarny pionek · a6 – Czarny pionek · b6 – Czarny pionek · e5 – Biały skoczek · g5 – Biały pionek · d4 – Biały pionek · c3 – Biały pionek · h3 – Biały pionek · a2 – Biały pionek · b2 – Biały pionek · c2 – Biały hetman · f2 – Biały pionek · g2 – Biały pionek · g1 – Biały król | d8 – Czarna wieża · g8 – Czarny król · c7 – Czarny pionek · e7 – Czarna wieża · g7 – Czarny pionek · h7 – Czarny pionek · a6 – Czarny pionek · b6 – Czarny pionek · e5 – Biały skoczek · g5 – Biały pionek · d4 – Biały pionek · c3 – Biały pionek · h3 – Biały pionek · a2 – Biały pionek · b2 – Biały pionek · c2 – Biały hetman · f2 – Biały pionek · g2 – Biały pionek · g1 – Biały król | d8 – Czarna wieża · g8 – Czarny król · c7 – Czarny pionek · e7 – Czarna wieża · g7 – Czarny pionek · h7 – Czarny pionek · a6 – Czarny pionek · b6 – Czarny pionek · e5 – Biały skoczek · g5 – Biały pionek · d4 – Biały pionek · c3 – Biały pionek · h3 – Biały pionek · a2 – Biały pionek · b2 – Biały pionek · c2 – Biały hetman · f2 – Biały pionek · g2 – Biały pionek · g1 – Biały król | 4 |
| 3 | d8 – Czarna wieża · g8 – Czarny król · c7 – Czarny pionek · e7 – Czarna wieża · g7 – Czarny pionek · h7 – Czarny pionek · a6 – Czarny pionek · b6 – Czarny pionek · e5 – Biały skoczek · g5 – Biały pionek · d4 – Biały pionek · c3 – Biały pionek · h3 – Biały pionek · a2 – Biały pionek · b2 – Biały pionek · c2 – Biały hetman · f2 – Biały pionek · g2 – Biały pionek · g1 – Biały król | d8 – Czarna wieża · g8 – Czarny król · c7 – Czarny pionek · e7 – Czarna wieża · g7 – Czarny pionek · h7 – Czarny pionek · a6 – Czarny pionek · b6 – Czarny pionek · e5 – Biały skoczek · g5 – Biały pionek · d4 – Biały pionek · c3 – Biały pionek · h3 – Biały pionek · a2 – Biały pionek · b2 – Biały pionek · c2 – Biały hetman · f2 – Biały pionek · g2 – Biały pionek · g1 – Biały król | d8 – Czarna wieża · g8 – Czarny król · c7 – Czarny pionek · e7 – Czarna wieża · g7 – Czarny pionek · h7 – Czarny pionek · a6 – Czarny pionek · b6 – Czarny pionek · e5 – Biały skoczek · g5 – Biały pionek · d4 – Biały pionek · c3 – Biały pionek · h3 – Biały pionek · a2 – Biały pionek · b2 – Biały pionek · c2 – Biały hetman · f2 – Biały pionek · g2 – Biały pionek · g1 – Biały król | d8 – Czarna wieża · g8 – Czarny król · c7 – Czarny pionek · e7 – Czarna wieża · g7 – Czarny pionek · h7 – Czarny pionek · a6 – Czarny pionek · b6 – Czarny pionek · e5 – Biały skoczek · g5 – Biały pionek · d4 – Biały pionek · c3 – Biały pionek · h3 – Biały pionek · a2 – Biały pionek · b2 – Biały pionek · c2 – Biały hetman · f2 – Biały pionek · g2 – Biały pionek · g1 – Biały król | d8 – Czarna wieża · g8 – Czarny król · c7 – Czarny pionek · e7 – Czarna wieża · g7 – Czarny pionek · h7 – Czarny pionek · a6 – Czarny pionek · b6 – Czarny pionek · e5 – Biały skoczek · g5 – Biały pionek · d4 – Biały pionek · c3 – Biały pionek · h3 – Biały pionek · a2 – Biały pionek · b2 – Biały pionek · c2 – Biały hetman · f2 – Biały pionek · g2 – Biały pionek · g1 – Biały król | d8 – Czarna wieża · g8 – Czarny król · c7 – Czarny pionek · e7 – Czarna wieża · g7 – Czarny pionek · h7 – Czarny pionek · a6 – Czarny pionek · b6 – Czarny pionek · e5 – Biały skoczek · g5 – Biały pionek · d4 – Biały pionek · c3 – Biały pionek · h3 – Biały pionek · a2 – Biały pionek · b2 – Biały pionek · c2 – Biały hetman · f2 – Biały pionek · g2 – Biały pionek · g1 – Biały król | d8 – Czarna wieża · g8 – Czarny król · c7 – Czarny pionek · e7 – Czarna wieża · g7 – Czarny pionek · h7 – Czarny pionek · a6 – Czarny pionek · b6 – Czarny pionek · e5 – Biały skoczek · g5 – Biały pionek · d4 – Biały pionek · c3 – Biały pionek · h3 – Biały pionek · a2 – Biały pionek · b2 – Biały pionek · c2 – Biały hetman · f2 – Biały pionek · g2 – Biały pionek · g1 – Biały król | d8 – Czarna wieża · g8 – Czarny król · c7 – Czarny pionek · e7 – Czarna wieża · g7 – Czarny pionek · h7 – Czarny pionek · a6 – Czarny pionek · b6 – Czarny pionek · e5 – Biały skoczek · g5 – Biały pionek · d4 – Biały pionek · c3 – Biały pionek · h3 – Biały pionek · a2 – Biały pionek · b2 – Biały pionek · c2 – Biały hetman · f2 – Biały pionek · g2 – Biały pionek · g1 – Biały król | 3 |
| 2 | d8 – Czarna wieża · g8 – Czarny król · c7 – Czarny pionek · e7 – Czarna wieża · g7 – Czarny pionek · h7 – Czarny pionek · a6 – Czarny pionek · b6 – Czarny pionek · e5 – Biały skoczek · g5 – Biały pionek · d4 – Biały pionek · c3 – Biały pionek · h3 – Biały pionek · a2 – Biały pionek · b2 – Biały pionek · c2 – Biały hetman · f2 – Biały pionek · g2 – Biały pionek · g1 – Biały król | d8 – Czarna wieża · g8 – Czarny król · c7 – Czarny pionek · e7 – Czarna wieża · g7 – Czarny pionek · h7 – Czarny pionek · a6 – Czarny pionek · b6 – Czarny pionek · e5 – Biały skoczek · g5 – Biały pionek · d4 – Biały pionek · c3 – Biały pionek · h3 – Biały pionek · a2 – Biały pionek · b2 – Biały pionek · c2 – Biały hetman · f2 – Biały pionek · g2 – Biały pionek · g1 – Biały król | d8 – Czarna wieża · g8 – Czarny król · c7 – Czarny pionek · e7 – Czarna wieża · g7 – Czarny pionek · h7 – Czarny pionek · a6 – Czarny pionek · b6 – Czarny pionek · e5 – Biały skoczek · g5 – Biały pionek · d4 – Biały pionek · c3 – Biały pionek · h3 – Biały pionek · a2 – Biały pionek · b2 – Biały pionek · c2 – Biały hetman · f2 – Biały pionek · g2 – Biały pionek · g1 – Biały król | d8 – Czarna wieża · g8 – Czarny król · c7 – Czarny pionek · e7 – Czarna wieża · g7 – Czarny pionek · h7 – Czarny pionek · a6 – Czarny pionek · b6 – Czarny pionek · e5 – Biały skoczek · g5 – Biały pionek · d4 – Biały pionek · c3 – Biały pionek · h3 – Biały pionek · a2 – Biały pionek · b2 – Biały pionek · c2 – Biały hetman · f2 – Biały pionek · g2 – Biały pionek · g1 – Biały król | d8 – Czarna wieża · g8 – Czarny król · c7 – Czarny pionek · e7 – Czarna wieża · g7 – Czarny pionek · h7 – Czarny pionek · a6 – Czarny pionek · b6 – Czarny pionek · e5 – Biały skoczek · g5 – Biały pionek · d4 – Biały pionek · c3 – Biały pionek · h3 – Biały pionek · a2 – Biały pionek · b2 – Biały pionek · c2 – Biały hetman · f2 – Biały pionek · g2 – Biały pionek · g1 – Biały król | d8 – Czarna wieża · g8 – Czarny król · c7 – Czarny pionek · e7 – Czarna wieża · g7 – Czarny pionek · h7 – Czarny pionek · a6 – Czarny pionek · b6 – Czarny pionek · e5 – Biały skoczek · g5 – Biały pionek · d4 – Biały pionek · c3 – Biały pionek · h3 – Biały pionek · a2 – Biały pionek · b2 – Biały pionek · c2 – Biały hetman · f2 – Biały pionek · g2 – Biały pionek · g1 – Biały król | d8 – Czarna wieża · g8 – Czarny król · c7 – Czarny pionek · e7 – Czarna wieża · g7 – Czarny pionek · h7 – Czarny pionek · a6 – Czarny pionek · b6 – Czarny pionek · e5 – Biały skoczek · g5 – Biały pionek · d4 – Biały pionek · c3 – Biały pionek · h3 – Biały pionek · a2 – Biały pionek · b2 – Biały pionek · c2 – Biały hetman · f2 – Biały pionek · g2 – Biały pionek · g1 – Biały król | d8 – Czarna wieża · g8 – Czarny król · c7 – Czarny pionek · e7 – Czarna wieża · g7 – Czarny pionek · h7 – Czarny pionek · a6 – Czarny pionek · b6 – Czarny pionek · e5 – Biały skoczek · g5 – Biały pionek · d4 – Biały pionek · c3 – Biały pionek · h3 – Biały pionek · a2 – Biały pionek · b2 – Biały pionek · c2 – Biały hetman · f2 – Biały pionek · g2 – Biały pionek · g1 – Biały król | 2 |
| 1 | d8 – Czarna wieża · g8 – Czarny król · c7 – Czarny pionek · e7 – Czarna wieża · g7 – Czarny pionek · h7 – Czarny pionek · a6 – Czarny pionek · b6 – Czarny pionek · e5 – Biały skoczek · g5 – Biały pionek · d4 – Biały pionek · c3 – Biały pionek · h3 – Biały pionek · a2 – Biały pionek · b2 – Biały pionek · c2 – Biały hetman · f2 – Biały pionek · g2 – Biały pionek · g1 – Biały król | d8 – Czarna wieża · g8 – Czarny król · c7 – Czarny pionek · e7 – Czarna wieża · g7 – Czarny pionek · h7 – Czarny pionek · a6 – Czarny pionek · b6 – Czarny pionek · e5 – Biały skoczek · g5 – Biały pionek · d4 – Biały pionek · c3 – Biały pionek · h3 – Biały pionek · a2 – Biały pionek · b2 – Biały pionek · c2 – Biały hetman · f2 – Biały pionek · g2 – Biały pionek · g1 – Biały król | d8 – Czarna wieża · g8 – Czarny król · c7 – Czarny pionek · e7 – Czarna wieża · g7 – Czarny pionek · h7 – Czarny pionek · a6 – Czarny pionek · b6 – Czarny pionek · e5 – Biały skoczek · g5 – Biały pionek · d4 – Biały pionek · c3 – Biały pionek · h3 – Biały pionek · a2 – Biały pionek · b2 – Biały pionek · c2 – Biały hetman · f2 – Biały pionek · g2 – Biały pionek · g1 – Biały król | d8 – Czarna wieża · g8 – Czarny król · c7 – Czarny pionek · e7 – Czarna wieża · g7 – Czarny pionek · h7 – Czarny pionek · a6 – Czarny pionek · b6 – Czarny pionek · e5 – Biały skoczek · g5 – Biały pionek · d4 – Biały pionek · c3 – Biały pionek · h3 – Biały pionek · a2 – Biały pionek · b2 – Biały pionek · c2 – Biały hetman · f2 – Biały pionek · g2 – Biały pionek · g1 – Biały król | d8 – Czarna wieża · g8 – Czarny król · c7 – Czarny pionek · e7 – Czarna wieża · g7 – Czarny pionek · h7 – Czarny pionek · a6 – Czarny pionek · b6 – Czarny pionek · e5 – Biały skoczek · g5 – Biały pionek · d4 – Biały pionek · c3 – Biały pionek · h3 – Biały pionek · a2 – Biały pionek · b2 – Biały pionek · c2 – Biały hetman · f2 – Biały pionek · g2 – Biały pionek · g1 – Biały król | d8 – Czarna wieża · g8 – Czarny król · c7 – Czarny pionek · e7 – Czarna wieża · g7 – Czarny pionek · h7 – Czarny pionek · a6 – Czarny pionek · b6 – Czarny pionek · e5 – Biały skoczek · g5 – Biały pionek · d4 – Biały pionek · c3 – Biały pionek · h3 – Biały pionek · a2 – Biały pionek · b2 – Biały pionek · c2 – Biały hetman · f2 – Biały pionek · g2 – Biały pionek · g1 – Biały król | d8 – Czarna wieża · g8 – Czarny król · c7 – Czarny pionek · e7 – Czarna wieża · g7 – Czarny pionek · h7 – Czarny pionek · a6 – Czarny pionek · b6 – Czarny pionek · e5 – Biały skoczek · g5 – Biały pionek · d4 – Biały pionek · c3 – Biały pionek · h3 – Biały pionek · a2 – Biały pionek · b2 – Biały pionek · c2 – Biały hetman · f2 – Biały pionek · g2 – Biały pionek · g1 – Biały król | d8 – Czarna wieża · g8 – Czarny król · c7 – Czarny pionek · e7 – Czarna wieża · g7 – Czarny pionek · h7 – Czarny pionek · a6 – Czarny pionek · b6 – Czarny pionek · e5 – Biały skoczek · g5 – Biały pionek · d4 – Biały pionek · c3 – Biały pionek · h3 – Biały pionek · a2 – Biały pionek · b2 – Biały pionek · c2 – Biały hetman · f2 – Biały pionek · g2 – Biały pionek · g1 – Biały król | 1 |
|   | a | b | c | d | e | f | g | h |   |

Podwójne uderzenie, podwójny atak, potocznie widełki – posunięcie, w którym jedna bierka atakuje jednocześnie dwie bierki przeciwnika, z nadzieją osiągnięcia przewagi materialnej, ponieważ przeciwnik może zapobiec tylko jednej z dwóch gróźb.
Najczęściej do widełek używa się skoczka. Stawia się go na pole, z którego atakuje dwie bierki. Na diagramie 1 biały skoczek jednocześnie atakuje czarnego króla i czarną wieżę. Podwójne uderzenie przeciw królowi jest szczególnie skuteczne, gdyż zasady gry wymuszają obronę króla przed szachem. W tej sytuacji czarne nie mogą bronić wieży, nie mogą wykonać innego ruchu komplikującego pozycję i muszą wykonać ruch królem, po którym białe mogą zbić wieżę.
Pion też może wykonać podwójne uderzenie, grożąc jednocześnie figurom przeciwnika znajdującym się po jego lewej i prawej stronie. Na diagramie 1 czarny pion grozi biciem obu białym wieżom (czarne piony poruszają się w dół szachownicy).
Hetman również często atakuje jednocześnie dwie bierki, lecz taki ruch jest skuteczny tylko w przypadku, gdy obie bierki nie są bronione. Ponieważ hetman jest figurą cenniejszą od atakowanych bierek, zazwyczaj opłacalne jest bicie hetmanem tylko niebronionych bierek.

## Ucieczka z podwójnego uderzenia
Podwójne uderzenie nie będzie skuteczne, gdy za pomocą jednej z zaatakowanych bierek przeciwnik może stworzyć większą groźbę niż strata (lub niekorzystna wymiana) zaatakowanej bierki. W szczególności łatwo odeprzeć taki atak, gdy jedna z bierek może bezpiecznie szachować – na diagramie 1 takiego szacha może dać wieża z kolumny h.
Diagram 2 również ilustruje tego typu sytuację. Białe, będąc na posunięciu, mogą zaatakować jednocześnie dwie wieże ruchem skoczka na c6. Skoczek jednak odsłoni kolumnę e i czarna wieża będzie mogła bezpiecznie zaszachować białego króla z pola e1. Po wymuszonym ruchu króla spod ataku odejdzie druga wieża, wspierając jednocześnie tę pierwszą:
1. Sc6 We1+
2. Kh2 Wde8